# Mehmed Handžić
Mehmed ef. Handžić (Sarajevo, 16. prosinca 1906. – Sarajevo, 26. srpnja 1944.), bošnjački teolog, povjesničar, novinar, folklorist, prosvjetitelj, inicijator Sarajevske rezolucije, te jedan od čelnika Odbora narodnog spasa. Bio je jedna od najznačajnijih i najutjecajnijih bošnjačkih osobnosti 20. stoljeća.

## Životopis
Mehmed Handžić je rođen u Sarajevu, 1906. godine. U rodnom gradu je završio mekteb i ruždiju, a poslije završetka Šerijatske gimnazije 1926. godine, studirao je, a potom i diplomirao islamske studije na Sveučilištu Al-Azhar u Kairu 1931. godine. Po završetku studija vratio se u Sarajevo, gdje je odslužio vojni rok u sarajevskoj Vojnoj bolnici. Uskoro nakon toga postavljen je i za nastavnika i prefekta u Gazi Husrev-begovoj medresi, a od 1937. godine je upravitelj i knjižničar Gazi Husrev-begove knjižnice. Od 1939. godine obnašao je dužnost predsjednika El-Hidaje i urednika u istoimenim novinama. Također, bio je i ugovorni nastavnik u Višoj Islamsko-šerijatskoj školi od kraja 1939. godine, a pred smrt je imenovan i za redovnog profesora te škole. I na jednoj i drugoj dužnosti je ostao do svibnja 1944.godine. Na Višoj islamskoj šerijatsko-teološkoj školi Handžić je predavao tumačenje Kurana (tefsir) i osnove i filozofiju šerijatskog prava (Usuli fikh). 
Osim nastavničkog rada i održavanja vazova (govora), Handžić je držao i privatna predavanja određenom krugu prijatelja i poznanika. Na tim predavanjima prevodio je pojedina djela iz islamske književnosti i u isto vrijeme ih tumačio. Na ovim je predavanjima preveo i protumačio sljedeća djela: Maqamat al-Hariri, Qasida al-Burda, Miradžijju Sabita Užičanina, Tarikati Muhammedijju. Počeo je bio prevoditi i Tefsir Kadi Bejdavije, ali ga je smrt u tome prekinula. U svome radu mnogo je proučavao i povijest islama i islamskih naroda. Posebnu pažnju je Handžić posvetio proučavanju povijesti književnog rada Bošnjaka na orijentalnim jezicima: arapskom, turskom i prezijskom. Sam je pisao na arapskom i prevodio djela s orijentalnih jezika na hrvatski.
Po mnogima, on je druga ličnost koja je na mnogim poljima ravnopravno stojala uz Mehmeda Džemaluddina ef. Čauševiča. Handžić je, kao i Čaušević bio učenik i sljedbenik kairske obnoviteljske literature. Međutim, za razliku od Čauševića koji je bio modernista, Handžić je bio tradicionalist. Čaušević je htio obnovu institucija i pretendirao je postignućima koja u Bosnu i Hercegovinu dolaze iz Europe, što je značilo za Bošnjake neminovnu modernizaciju, dok je Handžić htio isto htio obnovu bosanskohercegovačke islamske sadašnjosti iz sigurne i provjerene tradicije i pouzdane, ali inertne i često nedjelotvorne prošlosti.
U društvenom pogledu je Mehmed Handžić bio veoma aktivan. Nekoliko godina je bio u upravnom odboru Muslimanskog dobrotvornog drustva Merhamet.  Od osnivanja organizacije El-Hidaje bio je biran u Izvršni odbor. Tokom 1939. i 1940. nalazio se na čelu ove organizacije. Aktivirao je rad El-Hidaje, pa je ova organizacija postala inicijator mnogih aktivnosti. Posebno je njihov značaj došao u Drugom svjetskom ratu, kad je iz El-Hidaje podignut glas u svrhu zaštite nedužnog stanovništva Bosne i Hercegovine bez obzira na vjersku pripadnost. Inicijativa za poznatu Sarajevsku rezoluciju iz 1941. potekla je iz El-Hidaje. U El-Hidaji je održan sastanak na kome je usvojen tekst ove rezolucije i dati prvi potpisi na nju. Ovu rezoluciju uz Handžića potpisalo je još 107 Bošnjaka. Njome se konstatira teška situacija u kojoj su se našli bosanskohercegovački muslimani, a za koju se navodi da je posljedica smišljene politike ustaša da izazovu sukobe pravoslavaca i muslimana, javno se osuđuju zločini pojedinih Bošnjaka nad Srbima, konstatira se obespravljenost muslimana koju sprovode katolici i zahtijeva uspostavljanje reda i mira, kažnjavanje odgovornih za zločine i pružanje pomoći žrtvama. Nakon toga 26. kolovoza 1942. Handžić je osnovao Odbor narodnog spasa s ciljem da organizira naoružavanje Bošnjaka.

## Prosvjetiteljski rad
Vjerski život Bošnjaka tokom prve polovine tridesetih godina 20. stoljeća može se okarakterisati kao tradicionalna pobožnost i privrženost vrijednostima islama, ali i ukorijenjena sklonost praznovjerju, mistifikacijama i običajima koji nisu imali uporišta u temeljima islamske dogme. Iz tog razloga, Handžić javno istupa protiv običaja koji nemaju uporište u islamu, te pokušava probuditi Bošnjake da se suprotstave "društvenim bolestima". Kao i svaki refomator osuđuje "trulost" i "razuzdanost" u društvu, te podstiče Bošnjake na ekonomski napredak i moralni preporod društva.

### Novinarstvo
Tokom studija je iskazivao interes prema pisanju, a svoje tekstove objavljivao je u studentskim listovima, ali i u časopisu Feth, koji je u to vrijeme važio za veoma ozbiljan intelektualni list. Povratkom u Sarajevo, nastavio je s pisanjem u tadašnjim listovima: Novi Behar, Hikmet i Glasnilo. Objavio je čitav niz teksta od početka izlaženja Glasnika VIS-a kako iz čisto vjerskih disciplina, tako i iz kulturne povijesti Bošnjaka. Kada je pokrenut Glasnik VIS, koje je pokrenulo Vrhovno starješinstvo Islamske zajednice u Kraljevini Jugoslaviji (1933), Handžić je u njemu počeo objavljivati Rad bosansko-hercegovačkih muslimana na književnom polju. Ova studija je u Glasniku izlazila cijelu 1933. godinu i polovinu 1934. godine.

### Kritika
U radovima Mehmeda Handžića ima mnogo prosvjetiteljskog rada, a ponekada i reformatorskog. On je pisao o temama koje su vezane za svakog prosvjetitelja, kao što su: zabrana traženja pomoći od mrtvih, zabrana posjećivanja, u tu svrhu, turbeta i crkava, kritizira loše običaje i natpise na nišanima itd.
Kao primjer loših običaja Handžić 1935. u Glasniku piše o ceremoniji koja se tada obavljala uoči najznačajnije noći u islamu Lejletu-l-kadr, kada su Gazi Husrev-begovu džamiju muslimani pohodili i ljubili tobožnje Muhamedove dlake, koje su dospjele u Bosnu i Hercegovinu pred kraj osmanske vladavine. Bizarnu ceremoniju Handžić je oštro osudio, te očitovanje poštovanja dlaci sreće nazvao besposlicom. Pozvao je vjerske vlasti da uznastoje da se dotično praznovjerje konačno ukine i baci u zaborav. Tom prilikom je istakao da se većina učenih sarajevskih muslimana slaže s njim u pogledu stvarnog karaktera dotičnog običaja, samo nemaju prilike da to izjave. Na drugom mjestu Handžić, 1933. godine, piše u Glasniku da islam zabranjuje traženje pomoći od mrtvih i u tom cilju posjećivanje turbeta i crkvi, te kao primjer navodi Ajvatovicu. Posjeta tom mjestu sastoji u tome, da se u određeni dan muslimani sakupe nedaleko od Prusca, posjete grob Ajvaz-dedin i kod nekakve stijene mole se razne dove. To se kod muslimana u tom vremenu toliko ustalilo, da su posjetu Ajvatovici smatrali malim hadžom. Handžić u svojim tekstovima pojašnjava i probleme vehabizma kao jednog neukog, ograničenog i bukvalističkog idejnog pravca koji od svog nastanka radi na kidanju islamskog bratstva: "Pomanjkanje dubljeg znanja u vehabijskom pokretu onemogućilo je stvarni uspjeh ovog pokreta, koji se mogao očekivati, da nije tog nedostatka bilo. Pomanjkanje zdrave nauke i dovoljnog poznavanja kod njih dovelo je da su ostale muslimane počeli proglašavati nemuslimanima i tako kidati toliko jaku vezu islamskog bratstva." Godine 1934. u Glasniku IVS-a Mehmed Handžić je napisao tekst o tekijama u Jugoslaviji. Za razliku od kritičkog stava o vehabizmu, on u ovom tekstu izražava pozitivan i uravnotežen stav prema derviškim redovima u Bosni i Hercegovini i Jugoslaviji. On uvažava posebne izraze islama u Bosni i Hercegovini, kao što su derviški redovi, ali traži od njih da više doprinesu zajednici u vjerskom i prosvjetnom pogledu.

## Smrt
Mehmed Handžić je umro 26. srpnja 1944. u 38-oj godini života od posljedica operacije bruha. Postoje kontroverze o uzroku smrti koje nikada nisu bile potkrijepljene čvrstim materijalnim dokazima. Danas se njegovim imenom naziva jedna ulica u Sarajevu, te osnovna škola na Ilidži.

## Djela

### Autor
- Al Jewhar al asna fi tarajim 'ulama' wa shu'ra' al-Busna (Kairo, 1930)
- Ilmul-kelam: udžbenik islamske vjeronauke za VIII razred srednjih škola (Sarajevo, 1934)
- Isrâ' i mirâdž (Sarajevo, 1934)
- Vaz o zabrani alkoholnih pića (Sarajevo, 1934)
- Gramatika arapskog jezika: za niže razrede medresa i srednjih škola. 1. Dio, Gramatika i vježbenica sa rječnikom (koautor) (Sarajevo, 1936)
- Gramatika arapskog jezika: za niže razrede medresa i srednjih škola. Dio 2, Sintaksa i čitanka sa rječnikom (koautor) (Sarajevo, 1936)
- Uvod u tefsirske i hadiske nauke (Sarajevo, 1937)
- Tumačenje šeriatsko-pravnih pitanja kod nas (Sarajevo, 1939)
- Islamizacija Bosne i Hercegovine i porijeklo bosansko-hercegovačkih Muslimana (Sarajevo, 1940)
- Muhammed alejhisselam: (život i rad u najkraćim potezima) (Sarajevo, 1943)
- Vazovi (Sarajevo, 1943)
- Zbirka izabranih dova: iz Kur'ana i Hadisa (Sarajevo, 1944)
- Es Sunneʼ: (41 hadis s prijevodom i komentarom) (Sarajevo, 1997)
- Izabrana djela Mehmeda Handžića 1-6 (Sarajevo, 1999)

### Prijevodi
- Miradžijja (Sabit Užičanin) (Sarajevo, 1940)
- Rewda al-jannat fi usul al itiqadat (Hasan Kafi Pruščak) (Sarajevo, 1979)
- Nizam al 'ulema' 'ila hatam al-enbija (Hasan Kafi Pruščak)
- Muhadara al-awa'il wa musamera al-awahir (Hasan Kafi Pruščak)
- Rasprava o smrti i strahu od nje (Avicena)

### O Handžiću
- Islamska misao H. Mehmeda Handžića: izbor radova (Sarajevo, 1994) – Mahmud Traljić
- Zbornik radova sa znanstvenih skupova o hadži Mehmedu Handžiću održanih u Sarajevu i Zenici (Sarajevo, 1996)
- Rad h. Mehmed-ef. Handžića na polju hadiskih znanosti s osvrtom na djelo Izhar al-bahaga bi šarh Sunan Ibn Maga (Sarajevo, 2004) – Zuhdija Hasanović
- Rukopis Mehmeda Handžića "Tafsir ayat al-ahkam min surah al-nisa" (Sarajevo, 2006) – Ahmed Adilović
- Hemmed ef. Handžić i njegovoj doprinos tefsirskoj znanosti: (1906-1944) (Sarajevo, 2019) – Halil Mehtić

## Vanjske poveznice
- Mehmed Handžić - obnovitelj i prosvjetitelj  Arhivirana inačica izvorne stranice od 8. prosinca 2019. (Wayback Machine)